# Rhamnidium brevifolium
Rhamnidium brevifolium là một loài thực vật có hoa trong họ Táo. Loài này được Attila L. Borhidi miêu tả khoa học đầu tiên năm 1977.

## Phân bố
Loài này được tìm thấy tại Cuba.